# Гражданская улица (Моршанск)
Гражда́нская улица — улица в Моршанске.
После Октябрьской революции названа Гражданской, ранее называлась Дворянская.
Эта улица одна из самых уютных в городе — широкая, зелёная, чистая. Проживающие здесь моршанцы за то её и любят.
Начало современной Гражданской улицы: заброшенное здание гидроэлектростанции суконной фабрики и деревянный мост через Цну. Напротив больничного городка через дорогу, в настоящее время находятся развалины казарм бывшего 1-го военного городка.
На углу Дворянской и Тамбовской (ныне Интернациональная ул.) как раз на месте нового промышленного рынка, открытого в 1998 году, работал Моршанский мотороремонтный завод.

## Здания
Старинными богатыми особняками Дворянская улица никогда не была знаменита. Судя по сохранившимся зданиям, проживали здесь средней руки купцы и мещане.

## Предприятия, организации
«Белая» аптека, стоматологическая поликлиника, Центральная районная больница

## Социальные объекты
На Гражданской улице расположено несколько детских дошкольных учреждений. Самое «старое» из них — бывшие ясли «Алёнушка» — построены для детей текстильщиков ещё в 1937 году. Нынче в этих стенах разместился Центр «Приют надежды».